# Lisa Kosglow
Lisa D. Kosglow (ur. 18 października 1973 w Nowym Jorku) – amerykańska snowboardzistka. Jej najlepszym wynikiem olimpijskim jest 8. miejsce w gigancie równoległym na igrzyskach w Salt Lake City. Na mistrzostwach świata najlepszy wynik uzyskała na mistrzostwach w Kreischbergu, gdzie zajęła 9. miejsce w gigancie równoległym. Najlepsze wyniki w Pucharze Świata osiągnęła w sezonie 2001/2002, kiedy to zajęła 3. miejsce w klasyfikacji giganta.

## Sukcesy

### Igrzyska olimpijskie
| Miejsce | Dzień     | Rok  | Miejscowość    | Konkurencja       | Zwycięzca      |
| ------- | --------- | ---- | -------------- | ----------------- | -------------- |
| DNF     | 9 lutego  | 1998 | Nagano         | Gigant            | Karine Ruby    |
| 8.      | 15 lutego | 2002 | Salt Lake City | Gigant równoległy | Isabelle Blanc |

### Mistrzostwa Świata
| Miejsce | Dzień       | Rok  | Miejscowość          | Konkurencja       | Zwycięzca       |
| ------- | ----------- | ---- | -------------------- | ----------------- | --------------- |
| DNF     | 23 stycznia | 2001 | Madonna di Campiglio | Gigant            | Karine Ruby     |
| 15.     | 24 stycznia | 2001 | Madonna di Campiglio | Gigant równoległy | Ursula Bruhin   |
| 34.     | 26 stycznia | 2001 | Madonna di Campiglio | Slalom równoległy | Karine Ruby     |
| 9.      | 13 stycznia | 2003 | Kreischberg          | Gigant równoległy | Ursula Bruhin   |
| 17.     | 15 stycznia | 2003 | Kreischberg          | Slalom równoległy | Isabelle Blanc  |
| 30.     | 18 stycznia | 2005 | Whistler             | Gigant równoległy | Manuela Riegler |
| 10.     | 19 stycznia | 2005 | Whistler             | Slalom równoległy | Daniela Meuli   |

### Puchar Świata

#### Miejsca w klasyfikacji generalnej
- 1996/1997 – 55.
- 1997/1998 – 82.
- 1998/1999 – 110.
- 1999/2000 – 57.
- 2000/2001 – 54.
- 2001/2002 – –
- 2002/2003 – –
- 2003/2004 – –
- 2004/2005 – –
- 2005/2006 – 115.

#### Miejsca na podium
1. Yakebitaiyama – 15 lutego 1997 (Gigant) – 3. miejsce
2. Valle Nevado – 8 września 2001 (Gigant równoległy) – 3. miejsce
3. Ruka – 14 marca 2002 (Slalom równoległy) – 2. miejsce
4. Valle Nevado – 15 września 2002 (Gigant równoległy) – 3. miejsce
5. Valle Nevado – 12 września 2003 (Gigant równoległy) – 3. miejsce